# Okręg wyborczy North Sydney
Okręg wyborczy North Sydney (ang. Division of North Sydney) – jednomandatowy okręg wyborczy do Izby Reprezentantów Australii, czerpiący nazwę od dzielnicy North Sydney, która stanowi ważną część jego obszaru. Jest jednym z okręgów istniejących nieprzerwanie od pierwszych wyborów federalnych w 1901. Historycznie był zawsze zdominowany przez partie prawicowe.

## Lista posłów
| okres urzędowania | poseł           | przynależność |
| ----------------- | --------------- | --- |
| 1901–1910         | Dugald Thomson  | Partia Wolnego Handlu / Partia Antysocjalistyczna (1901–1909) Związkowa Partia Liberalna (1909–1910)                                                                                                |
| 1910–1911         | George Edwards  | Związkowa Partia Liberalna |
| 1911–1922         | Granville Ryrie | Związkowa Partia Liberalna (1911–1917) Nacjonalistyczna Partia Australii (1917–1922) |
| 1922–1949         | Billy Hughes    | Nacjonalistyczna Partia Australii (1922–1929) bezpartyjny nacjonalista (1929–1930) Partia Australijska (1930–1931) Partia Zjednoczonej Australii (1931–1945) Liberalna Partia Australii (1945–1949) |
| 1949–1966         | William Jack    | Liberalna Partia Australii |
| 1966–1980         | Bill Graham     | Liberalna Partia Australii |
| 1980–1990         | John Spender    | Liberalna Partia Australii |
| 1990–1996         | Ted Mack        | bezpartyjny |
| 1996-2015         | Joe Hockey      | Liberalna Partia Australii |
| od 2015           | Trent Zimmerman | Liberalna Partia Australii |

źródło: